# CC 7100
CC 7100 — французский пассажирский шестиосный электровоз постоянного тока, выпускавшийся заводами Alstom с 1952 по 1955 годы. Электровозы серии получили известность в связи с установлением рекорда скорости, который продержался полвека — 331 км/ч.

## История

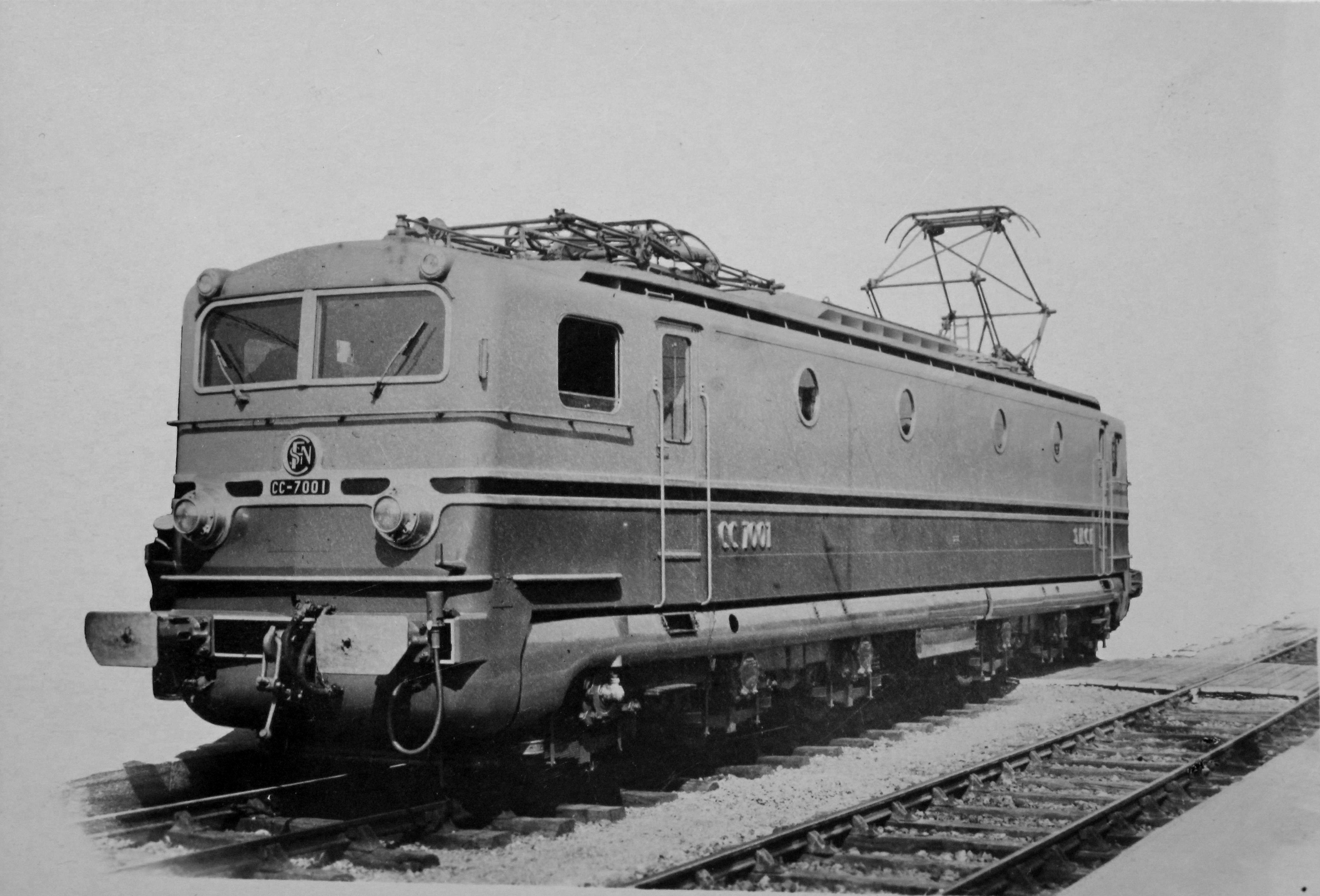
CC 7001 — один из прототипов электровозов CC 7100

Прототипом данных электровозов были два опытных электровоза CC 7001 и CC 7002, которые имели передачу вращающего момента от тягового электродвигателя к колёсным парам через полый вал. Созданные на основе их конструкции электровозы CC 7100 стали первыми в стране электровозами, которые эксплуатировались со скоростями выше 100 км/ч. Автором их внешнего вида стал известный французский дизайнер Пол Арзен (фр. Paul Arzens).
Созданные на базе их конструкции электровозы (в том числе и переменного тока) завод затем поставлял в разные страны мира, в том числе в Испанию (136 штук), Нидерланды (16 штук), Марокко (15 штук), СССР (серия Ф, 50 штук) и Китай (1-я партия — серия 6Y2, 25 штук; 2-я партия — серия 6G, 40 штук).
В 1970-х—1980-х все CC 7100 прошли ремонт, в ходе которого были изменены некоторые детали их внешнего вида, в том числе уменьшена «юбка», заменены лобовые стёкла, убраны угловые огни и поставлены красные возле фар. Появление более скоростных электровозов BB 9200 привело к тому, что CC 7100 стали обслуживать грузовые поезда. Появившиеся в начале 2000-х электровозы BB 27000 окончательно вывели из эксплуатации остававшиеся к тому времени в строю пять электровозов CC 7100, которые проработали уже до 49 лет.

### Рекорды скорости

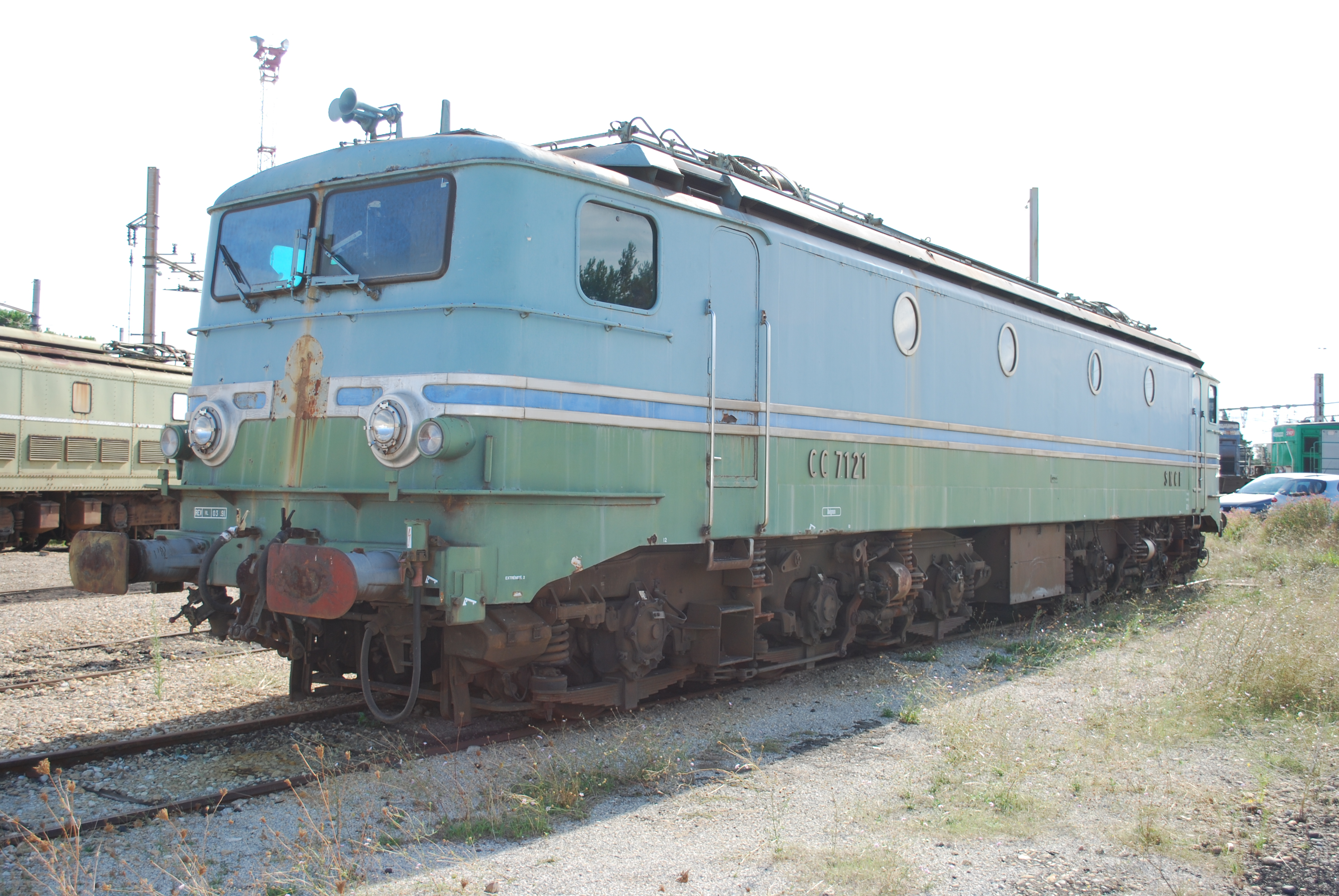
CC 7121 в Мирамасе

В 1950-х годах SNCF проводило исследования высокоскоростного железнодорожного сообщения и электровозы CC 7100 привлекли её тем, что конструкция их тягового привода позволяла развивать скорость куда выше конструкционной, в том числе выше 200 км/ч. Эти исследования позже позволили пустить скоростной проезд Мистраль, имевший максимальную скорость до 200 км/ч, а также легли в основу проекта будущего TGV.

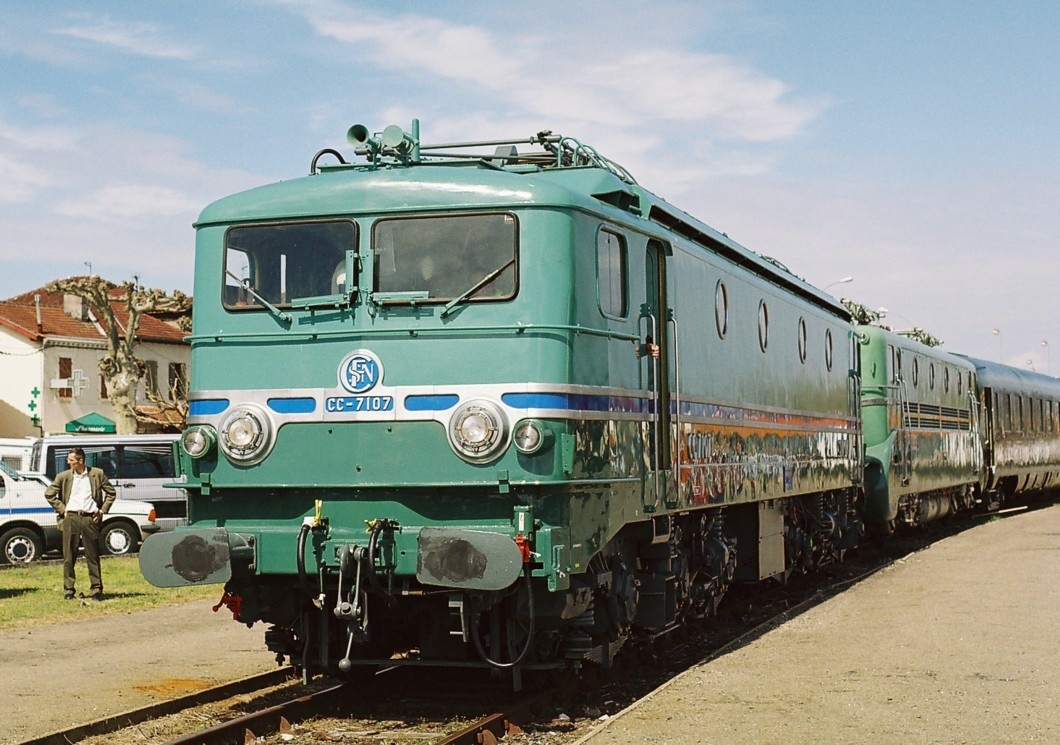
CC 7107 и BB 9004 (позади)

21 февраля 1954 года на участке Дижон — Бон сети PLM электровоз CC 7121 наконец побил рекорд скорости 1903 года (210,2 км/ч), разогнавшись до 243 км/ч. С этого момента Франция забрала себе Голубую железнодорожную ленту, которую теперь почти не выпускает вплоть по настоящее время.
В течение нескольких последующих месяцев был проведён ещё ряд испытательных заездов. 25 марта 1955 года был сформирован состав из электровозов CC 7107 и BB 9004 (тип 2о—2о) и трёх пассажирских вагонов. Но из-за относительно высокой температуры воздуха заезд отложили. Наконец, прохладной ночью с 28 на 29 марта состав выехал на железнодорожную линию Бордо — Ирун, на которой даже было повышено напряжение в контактной сети с 1500 до 1900 вольт. В этом заезде на участке Бордо — Андай поезд разогнался до скорости 331 км/ч, установив тем самым мировой рекорд, после чего у CC 7107 расплавился токоприёмник.
Помимо рекорда скорости для поездов, который будет превзойдён лишь в 1981 году французским же электропоездом TGV Sud-Est, электровозы CC 7107 и BB 9004 установили ещё один рекорд скорости — самые быстрые электровозы. И хотя рекорды для поездов были неоднократно превзойдены, это достижение ещё долго оставалось недостигнутым, вплоть до того, что в 2005 году даже отмечалось 50-летие того заезда. Лишь 2 сентября 2006 года этот рекорд побил немецкий электровоз Siemens Taurus № 1216 050 сети ÖBB, который разогнался до скорости 357 км/ч.

## Сохранившиеся электровозы
В настоящее время сохранились лишь 5 машин:
- CC 7102 — Амберьё, поддерживается в рабочем состоянии
- CC 7106 — Амберьё
- CC 7107 — Мюлуз, на территории Центрального вокзала в сцепе с BB 9004.
- CC 7121 — Мирамас
- CC 7140 — Брей-сюр-Руайя

Интересно, что 4 сентября 2006 года, то есть через два дня после установки нового рекорда для электровозов, CC 7107 и BB 9004 прибыли в Германию, чтобы «приветствовать» рекордсмена.

## В моделизме
- масштаб O (1:43) — JEP
- масштаб H0 (1:87) — Gérard-TAB, Hornby, Rivarossi, Electrotren, Jouef, Piko.
- масштаб N (1:160) — Arnold, Roco, Startrain.